# Svémyslice
Svémyslice (en allemand : Swemislitz) est une commune du district de Prague-Est, dans la région de Bohême-Centrale, en République tchèque. Sa population s'élevait à 512 habitants en 2020.

## Géographie
Svémyslice se trouve à 5 km au sud-sud-ouest de Brandýs nad Labem-Stará Boleslav et à 17,5 km à l'est-nord-est de Prague.
La commune est limitée par Dřevčice au nord, par Zápy à l'est, par Zeleneč à l'est et au sud, et par Radonice et Jenštejn à l'ouest.

## Histoire
La première mention écrite de la localité date de 1227.

## Transports
Par la route, Svémyslice se trouve à 6 km de Brandýs nad Labem-Stará Boleslav et à 22 km du centre de Prague.